# Renate Knaup
Renate Knaup, geboren als Renate Aschauer-Knaup, ook bekend als Renate Knaup-Krötenschwanz (1 juli 1948), is een Duits zangeres. Ze is een zuster van de acteur Herbert Knaup.

## Biografie
Renate Knaup werd eind jaren 60 zangeres bij de Duitse krautrockgroep Amon Düül II, waarvan in 1969 het debuutalbum Phallus Dei verscheen. In de eerste helft van de jaren 70 verschenen nog verschillende albums van de groep met Knaup als zangeres, maar na het album Made in Germany uit 1975 verliet ze Amon Düül II. Ze ging zingen bij een andere Duitse rockgroep, Popol Vuh. Ze verscheen er vanaf Letzte Tage - Letzte Nächte uit 1976 op de volgende studio-albums van die groep in de jaren 70 en 80. In 1981 verscheen ze op het reüniealbum Vortex van Amon Düül II, maar na deze kortstondig reünie bleef ze actief bij Popol Vuh tot begin jaren 90. In 1995 was ze weer te horen op een nieuw reüniealbum van Amon Düül II, Nada Moonshine.

## Discografie
Bij Amon Düül II
- 1969: Phallus Dei
- 1970: Yeti
- 1971: Tanz der Lemminge
- 1972: Carnival in Babylon
- 1972: Wolf City
- 1972: Utopia
- 1973: Vive la Trance
- 1974: Hijack
- 1975: Made in Germany
- 1981: Vortex
- 1995: Nada Moonshine

Bij Popol Vuh
- 1976: Letzte Tage - Letzte Nächte
- 1979: Die Nacht der Seele
- 1981: Sei still, wisse ICH BIN
- 1983: Agape - Agape
- 1985: Spirit of Peace
- 1987: Cobra Verde
- 1991: For You and Me

Andere
- 2011: Sivert Høyem: Long Slow Dance